# Rhynchopyga flavicollis
Rhynchopyga flavicollis là một loài bướm đêm thuộc phân họ Arctiinae, họ Erebidae.